# Seattle SuperSonics 1986-1987
La stagione 1986-87 dei Seattle SuperSonics fu la 20ª nella NBA per la franchigia.
I Seattle SuperSonics arrivarono quarti nella Pacific Division della Western Conference con un record di 39-43. Nei play-off vinsero il primo turno con i Dallas Mavericks (3-1), la semifinale di conference con gli Houston Rockets (4-2), perdendo poi la finale di conference con i Los Angeles Lakers (4-0).

## Roster
| N° | Naz.                   | Ruolo | Sportivo          | Anno | Alt. | Peso |
| -- | ---------------------- | ----- | ----------------- | ---- | ---- | ---- |
| 3  | Stati Uniti (bandiera) | GA    | Dale Ellis        | 1960 | 201  | 93   |
| 10 | Stati Uniti (bandiera) | GA    | Nate McMillan     | 1964 | 196  | 88   |
| 15 | Stati Uniti (bandiera) | G     | Gerald Henderson  | 1956 | 188  | 79   |
| 15 | Stati Uniti (bandiera) | G     | Eddie Johnson     | 1955 | 188  | 82   |
| 20 | Stati Uniti (bandiera) | AC    | Maurice Lucas     | 1952 | 206  | 98   |
| 22 | Stati Uniti (bandiera) | G     | Danny Young       | 1962 | 191  | 79   |
| 24 | Stati Uniti (bandiera) | AC    | Tom Chambers      | 1959 | 208  | 100  |
| 25 | Stati Uniti (bandiera) | G     | Michael Phelps    | 1961 | 193  | 82   |
| 30 | Stati Uniti (bandiera) | G     | Kevin Williams    | 1961 | 188  | 79   |
| 34 | Stati Uniti (bandiera) | A     | Xavier McDaniel   | 1963 | 201  | 93   |
| 40 | Stati Uniti (bandiera) | AC    | Russ Schoene      | 1960 | 208  | 95   |
| 42 | Stati Uniti (bandiera) | A     | Curtis Kitchen    | 1964 | 206  | 107  |
| 44 | Stati Uniti (bandiera) | G     | Terence Stansbury | 1961 | 196  | 77   |
| 45 | Stati Uniti (bandiera) | AC    | Clemon Johnson    | 1956 | 208  | 109  |
| 53 | Stati Uniti (bandiera) | C     | Alton Lister      | 1958 | 213  | 109  |

## Staff tecnico
- Allenatore: Bernie Bickerstaff
- Vice-allenatori: Bob Kloppenburg, Tom Newell